# Jérôme Berney
Pour les articles homonymes, voir Berney.
 (Mai 2021).
Jérôme Berney, né en 1971 à Vancouver, est un musicien, percussionniste, compositeur, enseignant et professeur de gymnase dans le canton de Vaud en Suisse.

## Biographie
Musicien canado-suisse, Jérôme Berney est né à Vancouver en 1971, mais c'est en Suisse qu'il a suivi sa formation musicale avant de séjourner plusieurs années à Montréal. Il est élève à Lausanne de l'Ecole de Jazz et de Musique Actuelle (EJMA) et du Conservatoire, tout en faisant des études de Lettres à l'Université de Lausanne puis à l'Université du Québec à Montréal, ce qui l'amène à collaborer, entre 2001 et 2003, au sein du Centre de recherches sur les lettres romandes de l'Université de Lausanne, à la publication des romans de Ramuz pour la collection La Pléiade.
Batteur mais aussi très attiré par la composition, Jérôme Berney fonde, en 1998, son propre trio, avec le pianiste Malcolm Braff et le contrebassiste Patrice Moret. Le trio sort deux disques: Rêveries, avec Matthieu Michel au bugle, paru sous le label Plainisphare en 1998, puis Espèces d'espaces, sous le label RecRec et Nocturne en 2002, les deux sur des compositions de Jérôme Berney. En 2005, le musicien relance son trio, cette fois-ci avec le pianiste Emilien Tolck et le contrebassiste Fabien Sevilla, pour un troisième CD, Suite mordorée (RecRec et Nocturne, 2007). Témoignant de leur succès, les thèmes de Jérôme Berney sont repris par différents groupes, comme Cubic ou le quintette de Michel Weber et Patrick Lehmann, Archibald.
En tant que compositeur, il a également réalisé la musique de plusieurs documentaires dont le film de Vincent Guignard, consacré à Pierre Ouvrard, artisan relieur, projeté au Festival International du Film sur l'Art à Montréal en mars 2006. Par ailleurs, sous le nom de "3+3", il crée un projet particulier, réunissant un trio classique (piano, violon et violoncelle) et un trio de jazz (piano, contrebasse, batterie) qui entremêlent une œuvre d'un compositeur dit "classique" et des improvisations de jazz autour de compositions de Jérôme Berney. Sous cette forme ont paru plusieurs disques: 3+3. Jazz autour de Ravel (inspiré par le Trio du compositeur français qui appréciait tant le premier jazz) en 2008, projet enregistré par Espace 2 et qui a tourné en Romandie en 2008-2009; 3+3. Jazz autour de Frank Martin, inspiré par les Mélodies irlandaises du compositeur genevois, créé en 2010, enregistré par Espace 2 et publié par le label VDE Gallo en 2010; enfin, deux ans plus tard, au théâtre du Petit-Globe d'Yverdon-les-Bains, est créé 3+3. Jazz autour de Gabriel Fauré, dont l'enregistrement paraît dans la revue d'art Oblique en novembre 2012. Abordant un autre univers, Jérôme Berney compose en 2013 Blue Flower Songs, œuvre pour trio jazz et chœur, qui a été créée par son trio et l'Académie vocale de Suisse romande dirigée par Dominique Tille au printemps 2013 lors du festival de Cully Jazz. Il a également composé un Stabat Mater, pour chœur, basse solo, saxophone ténor, contrebasse et percussions, ainsi qu'une pièce pour chœur a capella, Mater dolorosa, sur un poème de François Debluë. Ces deux œuvres ont été créées à l'automne 2014.
Il mêle notamment chœurs classiques et instrumentistes de jazz, avec « Ivresses » (Montreux Jazz Festival 2014), « Blue Flower Songs » (Cully Jazz 2013, dont un disque est sorti début 2017 chez UnitRecords), « Blue Stabat Mater » (Festival God Bless The Jazz 2015) et « Litanies des villes meurtries » (juin 2016), écrivant de la musique sur des poèmes de Charles Baudelaire, François Debluë, Alain Rochat et Jacopone da Todi.
En 2017, il a créé un oratorio africain, “Reine Pokou”, pour chœurs (Oratorio de Montreux) LaDo de La Tour-de-Peilz, Gymnase de Burier), orchestre de jazz et duo africain (Kala Jula), sur un texte de Véronique Tadjo (Reine Pokou, Actes Sud, 2005, Grand Prix de Littérature d’Afrique noire), sous la direction d’Yves Bugnon (Auditorium Stravinsky, Montreux, 5 mai 2017).
La Fête des Vignerons 2019 lui doit une partie de la musique, comme l’ouverture et le final (« Vendanges I » et « Vendanges II »), très percussif, « La Saint-Martin », avec notamment une relecture de la fameuse « Chanson du Chevrier » de Gustave Doret, ainsi que des tableaux plus intimistes, comme « Longue Nuit », ou « Larmes », construit autour du hang.
En 2022, il crée un oratorio de Pâques orientalisant, intitulé “Equinoxe”, avec notamment la chanteuse de jazz Elina Duni et le oudiste Amine M'raihi comme solistes.
Jérôme Berney vit actuellement à Prilly et enseigne au Gymnase de Chamblandes à Pully.

## Sources
- « Jérôme Berney », sur la base de données des personnalités vaudoises sur la plateforme « Patrinum » de la Bibliothèque cantonale et universitaire de Lausanne.
- Chenal, Matthieu, "Il tresse des fleurs entre jazz et classique", 24 Heures, 2013/04/10, p. 32
- Senff, "Trio doré sur tranche", 24 Heures, 2007/01/06, p. 11
- Julliard, Nicolas, "Presto. Six disques passés en revue", Le Temps, 2003/01/04
- Berney, Jérôme, "Les âmes errantes", Le Temps, 2002/01/05
- Berney, Jérôme, "Chronique ramuzienne. "Enfermés derrière leurs montagnes"", Le Temps, 2003/07/05.